# Кічменьга (село)
Кі́чменьга (рос. Кичменьга) — село у складі Кічменгсько-Городецького району Вологодської області, Росія. Входить до складу Городецького сільського поселення.

## Населення
Населення — 193 особи (2010; 250 у 2002).
Національний склад (станом на 2002 рік):
- росіяни — 100 %